# Paracordulia
Genre
Paracordulia est un genre de libellules de la famille des Corduliidae (sous-ordre des Anisoptères, ordre des Odonates). Il ne comprend qu'une espèce, Paracordulia sericea.

## Liste d'espèces
Selon BioLib (13 décembre 2020) :
- Paracordulia sericea (Selys, 1871)